# 栋济勒佩尔蒂
栋济勒佩尔蒂（法語：Donzy-le-Pertuis，法語發音：[dɔ̃zi lə pɛʁtɥi]）是法国索恩-卢瓦尔省的一个市镇，属于马孔区。

## 地理
栋济勒佩尔蒂（46°27'3"N, 4°43'14"E）面积6.11 平方千米，位于法国勃艮第-弗朗什-孔泰大區索恩-卢瓦尔省，该省份为法国中部省份，北起顺时针与科多尔省、汝拉省、安省、罗讷省、卢瓦尔省、阿列省和涅夫勒省接壤。
与栋济勒佩尔蒂接壤的市镇（或旧市镇、城区）包括：布拉诺、阿泽、克呂尼、科尔唐贝尔。

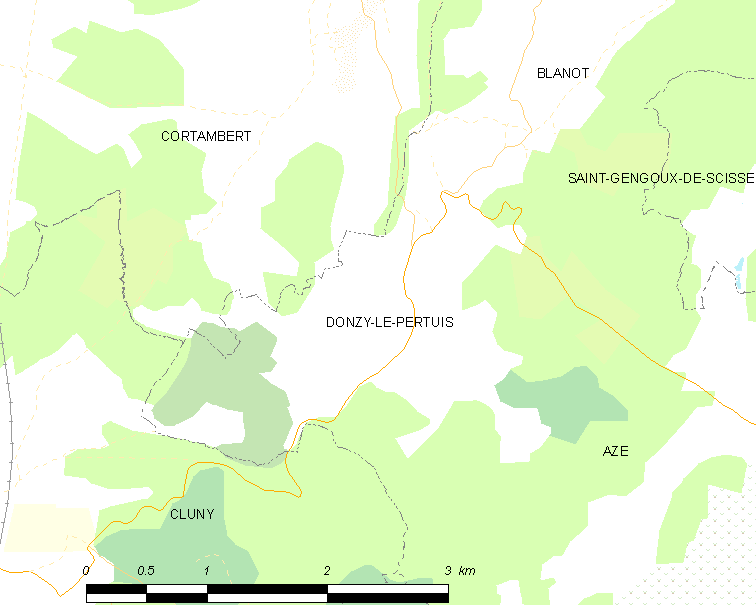
栋济勒佩尔蒂的OSM定位图

栋济勒佩尔蒂的时区为UTC+01:00、UTC+02:00（夏令时）。

## 行政
栋济勒佩尔蒂的邮政编码为71250，INSEE市镇编码为71181。

## 政治
栋济勒佩尔蒂所属的省级选区为克吕尼县。

## 人口

1962-2008年间栋济勒佩尔蒂人口变化图示

栋济勒佩尔蒂于2022年1月1日时的人口数量为147人。